# 佐賀光健吾
佐賀光 健吾（さがひかり けんご、1934年4月29日 - 2011年3月30日）は、現在の佐賀県神埼市出身で二所ノ関部屋に所属した元大相撲力士。元若者頭。本名は太田 健吾（おおた けんご）。174cm、86kg。最高位は西十両5枚目。得意技は右四つ、寄り。

## 経歴
神埼中学校では砲丸投げや走り幅跳びで活躍し、相撲でも神埼郡大会で優勝する活躍を見せた。卒業を控えた1950年3月に校長室に呼ばれると佐賀ノ花が神埼市の有力者と共に訪ねて来ていて勧誘を受けた。しかし、相撲は好きであったが入門の意志は全く無く両親も反対していた。ところが、遂に父が断り切れずに入門が決まった。1950年5月場所に初土俵。1956年1月場所に十両昇進。1957年11月場所は13勝2敗の好成績で十両優勝もしたが、腰や膝の負傷で幕内に昇進できなかった。1961年11月場所限りで引退。引退後は若者頭に転じた。1999年4月退職。また、千葉県市川市で相撲料理店「ちゃんこ佐賀光」を経営した。

## 主な成績
- 通算成績：326勝326敗7休 勝率.500
- 十両成績：227勝235敗3休 勝率.491
- 現役在位：53場所
- 十両在位：31場所
- 各段優勝
  - 十両優勝：1回（1957年11月場所）

### 場所別成績
| | 一月場所 初場所（東京） | 三月場所 春場所（大阪） | 五月場所 夏場所（東京） | 七月場所 名古屋場所（愛知） | 九月場所 秋場所（東京） | 十一月場所 九州場所（福岡） |
| --- | ----------------------- | ----------------------- | ----------------------- | --------------------------- | ----------------------- | --------------------------- |
| 1950年 （昭和25年） | x                       | x                       | （前相撲）              | x                           | 東序ノ口3枚目 6–9       | x                           |
| 1951年 （昭和26年） | 東序二段27枚目 9–6      | x                       | 東序二段6枚目 6–9       | x                           | 東序二段8枚目 7–8       | x                           |
| 1952年 （昭和27年） | 東序二段5枚目 4–4       | x                       | 西三段目41枚目 6–2      | x                           | 西三段目23枚目 5–3      | x                           |
| 1953年 （昭和28年） | 東三段目13枚目 6–2      | 西幕下34枚目 4–4        | 東幕下35枚目 5–3        | x                           | 西幕下27枚目 4–4        | x                           |
| 1954年 （昭和29年） | 東幕下27枚目 4–4        | 東幕下25枚目 5–3        | 西幕下14枚目 3–5        | x                           | 西幕下19枚目 4–4        | x                           |
| 1955年 （昭和30年） | 西幕下17枚目 5–3        | 東幕下12枚目 5–3        | 西幕下7枚目 4–4         | x                           | 東幕下5枚目 6–2         | x                           |
| 1956年 （昭和31年） | 東十両19枚目 7–8        | 西十両20枚目 9–6        | 西十両13枚目 7–8        | x                           | 東十両14枚目 10–5       | x                           |
| 1957年 （昭和32年） | 西十両7枚目 8–7         | 西十両6枚目 5–10        | 東十両10枚目 8–7        | x                           | 東十両8枚目 4–11        | 東十両15枚目 優勝 13–2      |
| 1958年 （昭和33年） | 東十両6枚目 7–8         | 東十両7枚目 6–9         | 東十両10枚目 9–6        | 東十両6枚目 7–8             | 西十両7枚目 7–8         | 東十両10枚目 8–7            |
| 1959年 （昭和34年） | 西十両5枚目 5–10        | 西十両11枚目 5–10       | 西十両18枚目 11–4       | 東十両8枚目 7–8             | 東十両9枚目 6–9         | 東十両14枚目 8–7            |
| 1960年 （昭和35年） | 東十両13枚目 8–7        | 東十両12枚目 6–6–3      | 東十両15枚目 7–8        | 東十両16枚目 7–8            | 東十両16枚目 9–6        | 東十両11枚目 8–7            |
| 1961年 （昭和36年） | 西十両8枚目 7–8         | 東十両9枚目 5–10        | 西十両15枚目 7–8        | 西十両15枚目 6–9            | 東幕下3枚目 1–6         | 西幕下21枚目 引退 0–3–4     |
| 各欄の数字は、「勝ち-負け-休場」を示す。 優勝 引退 休場 十両 幕下 三賞：敢=敢闘賞、殊=殊勲賞、技=技能賞 その他：★=金星 番付階級：幕内 - 十両 - 幕下 - 三段目 - 序二段 - 序ノ口 幕内序列：横綱 - 大関 - 関脇 - 小結 - 前頭（「#数字」は各位内の序列） |                         |                         |                         |                             |                         |                             |

## 改名歴
- 太田 健吾（おおた けんご）1950年5月場所 - 1953年9月場所
- 佐賀光 健吾（さがひかり けんご）1954年1月場所 - 1960年3月場所
- 佐賀光 健司（さがひかり けんじ）1960年5月場所 - 1961年11月場所